# Девятый Толедский собор
Девятый Толедский собор (лат. Concilium Toletanum IX) был провинциальным синодом епископов Вестготского королевства. Он начался 2 ноября 655 года под покровительством короля Реккесвинта. Он завершился 24 ноября в церкви Санта-Мария.
На нем присутствовало всего шестнадцать или семнадцать епископов, шесть аббатов, два сановника и четыре графа-палатина. Архиереи провозгласили семнадцать канонов о честности клира, имуществе церкви и церковном безбрачии. Собор закрылся, назначив еще один синод на 1 ноября 656 года, но Десятый Толедский собор в назначенную дату так и не собрался.
Собор уполномочил епископов переводить до трети дохода любой церкви в их епархии любой другой церкви по своему выбору. Собор решил, что если клирик, от иподиакона до епископа, имел ребенка от женщины, свободной или рабыни, этот ребенок автоматически становился рабом церкви, в которой служил его отец. Ни одному освобожденному священнослужителю мужского или женского пола не разрешалось вступать в брак со свободным человеком (испано-римлянином или вестготом), и если кто-то это делал, дети от такого союза были бы порабощены церковью.
Совет дал мирянину привилегию церковного патроната для каждой построенной им церкви, но основатель не имел права собственности.
Наконец, синод постановил, что все конверсо, не только обращённые евреи, но и другие, прибывшие в период Великого переселения народов, должны проводить христианские праздники в присутствии своего епископа, чтобы доказать истинность своей веры. Несоблюдение этого последнего правила влекло за собой порку или принудительное голодание, в зависимости от возраста нарушителя.